# Janaab Pakal
Janaab Pakal (ur. ?, zm. 6 marca 612) – majański szlachcic i członek rodziny władców Palenque.
Jego miejsce w genealogii królewskiej Palenque pozostaje kwestią sporną, był mężem lub młodszym synem królowej Yohl Ik’nal. Odgrywał duże znaczenie polityczne za panowania Ajen Yohl Mata.. Być może nawet współrządził Palenque.
Kaan chcąc osłabić wpływy Palenque w tym rejonie regularnie je atakowało, aż 4 kwietnia 611 roku po poważnej klęsce militarnej miasto zostało zdobyte i splądrowane. Ajen Yohl Mat oraz Janaab Pakal przeżyli atak, a władca zmarł po siedmioletnim panowaniu 8 sierpnia 612 roku. Ponieważ nie posiadał potomków, a Janaab Pakal zmarł kilka miesięcy wcześniej, nastąpił kryzys dynastyczny. Ostatecznie władzę objęła możliwa córka Janaab Pakala – Sak K’uk, matka K’inich Janaab’ Pakala.